# Augustin Reboul
Pour les articles homonymes, voir Reboul.
Augustin Reboul, né le 29 mai 2000, est un kayakiste français.

## Carrière
Augustin Reboul est médaillé d'argent en K1 sprint par équipe aux Championnats du monde de descente de canoë-kayak 2022.
Il suit en parallèle des études à l'École polytechnique.